# Sony Music Records
Sony Music Records（日语：ソニー・ミュージックレコーズ）是日本索尼音樂娛樂（SME）旗下的唱片公司，1968年以「CBS/Sony」為名與SME同時成立，是SME旗下歷史最悠久的唱片公司。之後曾以SME旗下子公司的方式經營，2014年3月31日後改以分公司制成為SME旗下專責唱片品牌的子公司「索尼音樂品牌」（ソニー・ミュージックレーベルズ）的一部分。目前擁有Sony Records、gr8!records、MASTERSIX FOUNDATION、N46Div.等4個唱片品牌。

## 沿革
- 1968年3月1日-「CBS・Sony Record股份有限公司」設立。（Sony Music Entertainment Inc.（SME）草創時期的重要公司。）
- 1983年8月-「CBS・Sony Record股份有限公司」進行商號變更，將「CBS・Sony Group」（現・SME）的企劃製作部門與「CBS・Sony股份有限公司」分離。
- 1988年3月-「CBS・Sony」將其吸收合併。
- 1991年4月-「CBS・Sony股份有限公司」與「Sony Music Entertainment 股份有限公司」進行商號變更時，將「CBS・Sony Record」變更為「Sony Records」。
- 2001年10月-SME的製作部門新設立「Sony Music Records Inc.」。將Sony Records業務由其它的子公司繼承。
- 2003年4月-廠牌・SME Records Inc.（設立）分離。

## 廠牌

### 現存廠牌
- Sony Records（主要廠牌）
- gr8!records（搖滾系廠牌・2003年4月設立）
- MASTERSIX FOUNDATION（2003年設立）
- N46Div.（乃木坂46的自有廠牌）

### 已停止活動廠牌
- EPIC
- Fifty Four Sounds
- Odyssey（1972年7月 - 1977年12月）
- UMI（1972年10月-1980年代前半）
- PEOPLE（1979年2月-1994年12月）
- Niagara Records（大滝詠一專用廠牌，1981年3月-2014年3月）
- FITZBEAT（1983年-1992年3月）
- Silverland（1981年5月-1991年9月）
- RAKKYO／樂京（1980年代後半）
- Oo RECORDS（1994年11月-1998年5月）
- Yoo-Loo
- SME Records（1998年-2003年3月）
- Clearwater（1995年 - 2003年3月。）
- oafh（1997年7月-1999年12月）
- So-ffio Records（2000年-2003年）
- STUDIOSEVEN Recordings（2006年11月-2010年3月）
- Sony Classical

## 所屬藝人（依音樂廠牌）

### Sony Records
- 石井竜也
- 石原詢子
- 江原啓之
- 近藤真彦（『ざんばら』のみジャニーズ・エンタテインメントより発売）
- 郷ひろみ
- 伍代夏子
- 米米CLUB
- 佐々木希
- 三枝夕夏
- SAYAKA
- 須藤薫&杉真理
- supercell
- 玉置浩二
- 千秋
- 中川翔子
- 仲里依紗（ゼブラクイーン名義）
- 藤あや子
- miwa
- 山本みゆき
- the GazettE
- Surface
- 櫻坂46（2020年起，2016年4月～2020年10月以「榉坂46」名義活動）
- 22/7（2016年起）
- 吉本坂46（2018年起）
- 日向坂46（2019年起，2016年～2019年2月以「平假名櫸坂46」名義活動）
- MAN WITH A MISSION（2013年起）

### STUDIOSEVEN Recordings
- 伊藤由奈
- K
- KCB
- JUNE
- ERIKA
- little by little
- 黑木美沙

### gr8!records
- gr8ジャニ!
- UVERworld
- Qwai
- ステレオポニー
- 高橋瞳
- DOPING PANDA
- 福原美穗
- ホイフェスタ
- Boom Boom Satellites
- YUI
- Rie fu
- Goose House

### MASTERSIX FOUNDATION
- 加藤米莉亞（2004年起）
- 清水翔太（2008年起）
- 當山みれい（2014年起）
- 剛力彩芽（2013年起）
- 藤田ニコル（2016年起）
- 遊助（2009年起）
- 米津玄師（2016年起）

### N46Div.
- 乃木坂46（2012年起）

## 外部連結
- 会社案内
- Sony Music Online Japan（页面存档备份，存于）